# アーロン・モコエナ
テボホ・アーロン・モコエナ（Teboho Aaron Mokoena, 1980年11月25日 - ）は、南アフリカ共和国・ヨハネスブルグ出身の元同国代表サッカー選手。現役時代のポジションはディフェンダーで、主にセンターバックであるがボランチもできる。発音はモコエナではなくマクエナのほうが正しい。

## 経歴

### クラブ
南アフリカのジョモ・コスモスFCのユースチームでキャリアをスタートさせ、1993年にオランダのアヤックス・アムステルダムに移籍した。2001年からの2年間はベルギーのジェルミナル・ベールスホットにレンタル移籍し、2003年にKRCヘンクに移籍した。2005年1月4日、イングランドのブラックバーン・ローヴァーズFCに移籍した。2009年5月25日にポーツマスFCに移籍。2012-13シーズンは母国のビッドヴェスト・ウィッツFCでプレーした。

### 代表
南アフリカ共和国代表としては1999年2月20日のボツワナ代表戦でA代表デビューを果たした。2000年にシドニー五輪に出場したがチームはグループリーグ敗退した。アフリカネイションズカップ2002ではグループリーグを通過したものの、2002 FIFAワールドカップ、アフリカネイションズカップ2004、アフリカネイションズカップ2008はグループリーグ敗退した。FIFAコンフェデレーションズカップ2009ではチームの4位に貢献した。2010 FIFAワールドカップにキャプテンとして出場した。

## 代表歴

### 出場大会
- 南アフリカ代表
  - 2002 FIFAワールドカップ
  - 2010 FIFAワールドカップ

### 試合数
- 国際Aマッチ 107試合 1得点（1999年-2010年）[2]

| 南アフリカ代表 | 国際Aマッチ | 国際Aマッチ |
| 年             | 出場        | 得点        |
| -------------- | ----------- | ----------- |
| 1999           | 5           | 0           |
| 2000           | 3           | 0           |
| 2001           | 6           | 0           |
| 2002           | 14          | 0           |
| 2003           | 6           | 0           |
| 2004           | 12          | 0           |
| 2005           | 9           | 0           |
| 2006           | 4           | 1           |
| 2007           | 9           | 0           |
| 2008           | 13          | 0           |
| 2009           | 16          | 0           |
| 2010           | 10          | 0           |
| 通算           | 107         | 1           |

### 得点
| # | 日時          | 場所   | 対戦相手 | スコア | 最終結果 | 大会                               |
| - | ------------- | ------ | -------- | ------ | -------- | ---------------------------------- |
| 1 | 2006年10月8日 | ルサカ | ザンビア | 1 - 0  | 1 - 0    | アフリカネイションズカップ2008予選 |